# اداچی، فوکوشیما
اداچی، فوکوشیما (به لاتین: Adachi, Fukushima) در ژاپن است که در ناحیه توهوکو واقع شده‌است.

## خصوصیات
اداچی ۱۱٬۷۲۷ نفر جمعیت دارد.